# Hamadryas hierone
Hamadryas hierone är en fjärilsart som beskrevs av Hans Fruhstorfer 1916. Hamadryas hierone ingår i släktet Hamadryas och familjen praktfjärilar. Inga underarter finns listade i Catalogue of Life.